# Tim Jennings
Tim Jennings (Orangeburg, 24 dicembre 1983) è un giocatore di football americano statunitense che ha militato nel ruolo di cornerback nella National Football League (NFL). Fu scelto nel corso del secondo giro (62º assoluto) del Draft NFL 2006 dagli Indianapolis Colts Al college ha giocato a football all’Università della Georgia.

## Carriera professionistica

### Indianapolis Colts
Jennings fu scelto nel corso del secondo giro del Draft 2006 dagli Indianapolis Colts. Nella sua stagione da rookie disputò 11 partite, nessuna delle quali come titolare, mettendo a segno 7 tackle e vincendo subito il Super Bowl XLI battendo in finale la sua futura squadra, i Bears. Nei suoi quattro anni trascorsi nell'Indiana, Jennings fece registrare 4 intercetti in 53 partite disputate.

### Chicago Bears
Jennings firmò coi Chicago Bears in qualità di free agent nel 2010 e partì come titolare nelle stagioni 2010 e 2011 nel lato opposto a Charles Tillman. Nel 2010 contro i Buffalo Bills, Jennings ritornò un intercetto in un touchdown dando il vantaggio ai Bears per 22-19. Tim giocò spesso delle solide prestazioni, malgrado fu messo in panchina nel finale della stagione 2011 dallo staff degli allenatori dei Bears dopo una prova negativa disputata contro i Seattle Seahawks nella settimana 15. 

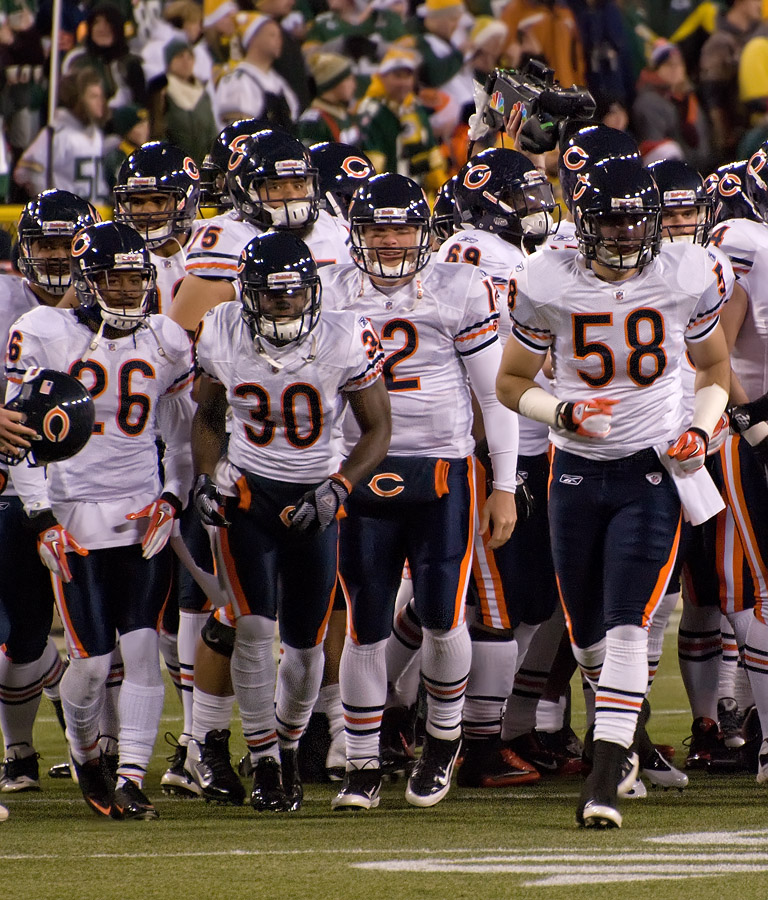
Jennings (26) nel 2011.

Nel marzo 2012, Jennings firmò un prolungamento contrattuale biennale coi Bears e in seguitò si riunì col suo vecchio compagno ai Colts Kelvin Hayden. Nel debutto stagionale contro la sua ex franchigia, Jennings intercettò la prima scelta assoluta del Draft NFL 2012 Andrew Luck due volte, la prima volta nella carriera di Jennings che giocò una gara con più di un intercetto. Inoltre forzò un altro intercetto deviando un passaggio di Luck verso la safety Chris Conte. Jennings contrinuò uno strepitoso avvio di stagione intercettando Aaron Rodgers dei Green Bay Packers nella settimana 2 e Sam Bradford dei St. Louis Rams nella settimana 3. Tim divenne il primo giocatore dei Bears a mettere a segno un intercetto in quattro gara consecutive (incluso uno nell'ultima gara della stagione 2011) dai tempi di Dave Duerson nel 1986. Grazie a questo grande inizio di stagione, Tim vinse il premio di miglior difensore del mese di settembre della NFC.
Nella settimana successiva, i Bears si portarono sul record di 3-1 con la vittoria sui Cowboys nel Monday Night Football. In una notte in cui la difesa dei Bears intercettò cinque volte Tony Romo, Tim disputò la prima partita della stagione senza mettere a segno nessun intercetto ma con 5 tackle.
Nella settimana 8 i Bears si portarono su un record di 6-1 battendo all'ultimo istante di gara i Panthers con Jennings che mise a segno altri due intercetti su Cam Newton, rimanendo saldamente in testa alla speciale classifica della lega
Nella sfida della settimana 10 tra due delle squadre più in forma della lega, i Texans batterono i Bears ma Jennings continuò a giocare alla grande intercettando due passaggi di Matt Schaub. Il 26 dicembre fu convocato per il primo Pro Bowl in carriera. La contemporanea vittoria dei Vikings rese inutile la vittoria dei Bears nell'ultimo turno di campionato sui Lions, condannando la squadra a rimanere ancora fuori dai playoff, malgrado un altro intercetto del giocatore . La stagione di Jennings si concluse guidando la NFL con 9 intercetti, oltre a 60 tackle e 30 passaggi deviati (secondo nella lega). Fu classificato al numero 69 nella classifica dei migliori cento giocatori della stagione.
Nella prima gara della stagione 2013, Jennings guidò la squadra con 8 tackle e forzò due fumble nella vittoria sui Cincinnati Bengals. La settimana successiva fece registrare il primo intercetto stagionale su Christian Ponder ritornandolo in touchdown. Altri due intercetti li mise a referto su Eli Manning nella vittoria della settimana 6 sui Giants. Il quarto dell'anno lo mise a segno nell'ultima gara della stagione su Aaron Rodgers ma i Bears furono sconfitti dai Packers, rimanendo fuori dai playoff per la sesta volta negli ultimi sette anni. A fine stagione fu convocato per il suo secondo Pro Bowl al posto dell'infortunato Aqib Talib e votato al 74º posto nella NFL Top 100 dai suoi colleghi.
Il 2 gennaio 2014 fu annunciato un rinnovo contrattuale di 4 anni di Jennings coi Bears. Il 30 agosto 2015 fu svincolato.

### Tampa Bay Buccaneers
Il 3 settembre 2015, Jenning firmò coi Tampa Bay Buccaneers dove disputò l'ultima stagione da professionista.

## Palmarès

### Franchigia
- Super Bowl : 1 Vincitore del Super Bowl XLI

### Individuale
- Convocazioni al Pro Bowl: 2

2012, 2013
- Second-team All-Pro: 1

2012
- Difensore del mese della NFC: 1

settembre 2012
- Leader della NFL in intercetti: 1

2012

## Statistiche
| Tackle totali  | 386 |
| Sack           | 0,0 |
| Intercetti     | 20  |
| Fumble forzati | 9   |